# 霍州 (金朝)
霍州，金朝设置的州。
贞祐三年（1215年）置，治所在霍邑县（今山西省霍州市）。属河东南路。辖境相当今山西省汾西、灵石、霍州等市县及洪洞县北部地。元朝以后辖境缩小。明朝洪武初年，省霍邑县入州。属平阳府，未领县。清朝乾隆三十七年（1772年），升为霍州直隶州。1912年省州改为霍县。